# Gene Pollar
Gene Pollar (nascido Joseph Charles Pohler; Nova Iorque, 16 de setembro de 1892 – Fort Lauderdale, 20 de outubro de 1971) foi um ator e bombeiro em Nova Iorque, que em sua breve carreira de cinema representou Tarzan.

## Vida
Aos 28 anos de idade, com 6'2" de altura e 215 libras, Joseph Charles Pohler tornou-se o segundo ator a encenar Tarzan em filmes. Quando a Numa Pictures tentou contratar Elmo Lincoln para outro filme sobre o homem-macaco, ele não aceitou a proposta, e assim um dos irmãos Weiss, em passagem por Nova Iorque, contratou Pohler como estrela do filme The Return of Tarzan, baseado na trama de Edgar Rice Burroughs, mudando então seu nome para Gene Pollar.